# اورال (شهرستان یانائولسکی، باشقیرستان)
اورال (انگلیسی: Ural, Yanaulsky District, Republic of Bashkortostan) یک شهرک در شهرستان یانائولسکی استان باشقیرستان کشور روسیه است.